# Lliga alemanya de futbol 2021-22
La Fußball-Bundesliga 2021–22 va ser la 59a temporada de la Lliga alemanya de futbol, la principal competició de futbol d'Alemanya. Va començar el 13 d'agost de 2021 i va concloure el 14 de maig de 2022. Els horaris es van anunciar el 25 de juny de 2021.
El FC Bayern de Múnic era el vigent campió i va defensar amb èxit el seu títol, guanyant el 23 d'abril amb tres partits de sobra el seu 10è títol consecutiu i el 32è títol de lliga (31è de l'era Bundesliga). El Bayern també va esdevenir el primer club de les cinc grans lligues d'Europa a aconseguir un desè títol de lliga consecutiu, el rècord anterior eren nou títols consecutius de la Juventus FC del 2012 al 2020.
L'Arminia Bielefeld i el Greuther Fürth van ser relegats a la 2. Bundesliga.

## Classificació i resultats

### Taula classificatòria
| Pos | Equip                    | PJ | PG | PE | PP | GF | GC | DG  | Pts | Classificació o descens                                                |
| --- | ------------------------ | -- | -- | -- | -- | -- | -- | --- | --- | ---------------------------------------------------------------------- |
| 1   | Bayern de Múnic (C)      | 34 | 24 | 5  | 5  | 97 | 37 | +60 | 77  | Classificació per a la Fase de grups de la Lliga de Campions           |
| 2   | Borussia Dortmund        | 34 | 22 | 3  | 9  | 85 | 52 | +33 | 69  | Classificació per a la Fase de grups de la Lliga de Campions           |
| 3   | Bayer Leverkusen         | 34 | 19 | 7  | 8  | 80 | 47 | +33 | 64  | Classificació per a la Fase de grups de la Lliga de Campions           |
| 4   | RB Leipzig               | 34 | 17 | 7  | 10 | 72 | 37 | +35 | 58  | Classificació per a la Fase de grups de la Lliga de Campions           |
| 5   | Union Berlin             | 34 | 16 | 9  | 9  | 50 | 44 | +6  | 57  | Classificació per a la Europa League                                   |
| 6   | SC Freiburg              | 34 | 15 | 10 | 9  | 58 | 46 | +12 | 55  | Classificació per a la Europa League                                   |
| 7   | 1. FC Köln               | 34 | 14 | 10 | 10 | 52 | 49 | +3  | 52  | Classificació per a la Ronda de play-off de l'Europa Conference League |
| 8   | Mainz 05                 | 34 | 13 | 7  | 14 | 50 | 45 | +5  | 46  |                                                                        |
| 9   | 1899 Hoffenheim          | 34 | 13 | 7  | 14 | 58 | 60 | −2  | 46  |                                                                        |
| 10  | Borussia Mönchengladbach | 34 | 12 | 9  | 13 | 54 | 61 | −7  | 45  |                                                                        |
| 11  | Eintracht Frankfurt      | 34 | 10 | 12 | 12 | 45 | 49 | −4  | 42  | Classificació per a la Fase de grups de la Lliga de Campions           |
| 12  | VfL Wolfsburg            | 34 | 12 | 6  | 16 | 43 | 54 | −11 | 42  |                                                                        |
| 13  | VfL Bochum               | 34 | 12 | 6  | 16 | 38 | 52 | −14 | 42  |                                                                        |
| 14  | FC Augsburg              | 34 | 10 | 8  | 16 | 39 | 56 | −17 | 38  |                                                                        |
| 15  | VfB Stuttgart            | 34 | 7  | 12 | 15 | 41 | 59 | −18 | 33  |                                                                        |
| 16  | Hertha BSC (O)           | 34 | 9  | 6  | 19 | 37 | 71 | −34 | 33  | Classificació per als play-offs de descens de la Bundesliga 2021–22    |
| 17  | Arminia Bielefeld (R)    | 34 | 5  | 13 | 16 | 27 | 53 | −26 | 28  | Descens a la 2. Bundesliga                                             |
| 18  | Greuther Fürth (R)       | 34 | 3  | 9  | 22 | 28 | 82 | −54 | 18  | Descens a la 2. Bundesliga                                             |

1. 1 2  Atès que el guanyador de la DFB-Pokal 2021-22, l'RB Leipzig, es va classificar per a la Lliga de Campions via la seva posició a la lliga, el lloc de la fase de grups de l'Europa League del guanyador de copa va passar a l'equip sisè classificat i la plaça per disputar play-off de la Lliga Europa Conferència va passar al setè classificat.
2. ↑  L'Eintracht Frankfurt es va classificar per la Fase de grups de la Lliga de Campions com a campions de la UEFA Europa League.

### Resultats
| Casa \ Fora              | AUG | BSC | UNB | BIE | BOC | DOR | FRA | FRE | FÜR | HOF | KÖL | LEI | LEV | MAI | MÖN | MUN | STU | WOL |
| ------------------------ | --- | --- | --- | --- | --- | --- | --- | --- | --- | --- | --- | --- | --- | --- | --- | --- | --- | --- |
| FC Augsburg              | —   | 0–1 | 2–0 | 1–1 | 2–3 | 1–1 | 1–1 | 1–2 | 2–1 | 0–4 | 1–4 | 1–1 | 1–4 | 2–1 | 1–0 | 2–1 | 4–1 | 3–0 |
| Hertha BSC               | 1–1 | —   | 1–4 | 2–0 | 1–1 | 3–2 | 1–4 | 1–2 | 2–1 | 3–0 | 1–3 | 1–6 | 1–1 | 1–2 | 1–0 | 1–4 | 2–0 | 1–2 |
| Union Berlin             | 0–0 | 2–0 | —   | 1–0 | 3–2 | 0–3 | 2–0 | 0–0 | 1–1 | 2–1 | 1–0 | 2–1 | 1–1 | 3–1 | 2–1 | 2–5 | 1–1 | 2–0 |
| Arminia Bielefeld        | 0–1 | 1–1 | 1–0 | —   | 2–0 | 1–3 | 1–1 | 0–0 | 2–2 | 0–0 | 1–1 | 1–1 | 0–4 | 1–2 | 1–1 | 0–3 | 1–1 | 2–2 |
| VfL Bochum               | 0–2 | 1–3 | 0–1 | 2–1 | —   | 1–1 | 2–0 | 2–1 | 2–1 | 2–0 | 2–2 | 0–1 | 0–0 | 2–0 | 0–2 | 4–2 | 0–0 | 1–0 |
| Borussia Dortmund        | 2–1 | 2–1 | 4–2 | 1–0 | 3–4 | —   | 5–2 | 5–1 | 3–0 | 3–2 | 2–0 | 1–4 | 2–5 | 3–1 | 6–0 | 2–3 | 2–1 | 6–1 |
| Eintracht Frankfurt      | 0–0 | 1–2 | 2–1 | 0–2 | 2–1 | 2–3 | —   | 1–2 | 0–0 | 2–2 | 1–1 | 1–1 | 5–2 | 1–0 | 1–1 | 0–1 | 1–1 | 0–2 |
| SC Freiburg              | 3–0 | 3–0 | 1–4 | 2–2 | 3–0 | 2–1 | 0–2 | —   | 3–1 | 1–2 | 1–1 | 1–1 | 2–1 | 1–1 | 3–3 | 1–4 | 2–0 | 3–2 |
| Greuther Fürth           | 0–0 | 2–1 | 1–0 | 1–1 | 0–1 | 1–3 | 1–2 | 0–0 | —   | 3–6 | 1–1 | 1–6 | 1–4 | 2–1 | 0–2 | 1–3 | 0–0 | 0–2 |
| 1899 Hoffenheim          | 3–1 | 2–0 | 2–2 | 2–0 | 1–2 | 2–3 | 3–2 | 3–4 | 0–0 | —   | 5–0 | 2–0 | 2–4 | 0–2 | 1–1 | 1–1 | 2–1 | 3–1 |
| 1. FC Köln               | 0–2 | 3–1 | 2–2 | 3–1 | 2–1 | 1–1 | 1–0 | 1–0 | 3–1 | 0–1 | —   | 1–1 | 2–2 | 3–2 | 4–1 | 0–4 | 1–0 | 0–1 |
| RB Leipzig               | 4–0 | 6–0 | 1–2 | 0–2 | 3–0 | 2–1 | 0–0 | 1–1 | 4–1 | 3–0 | 3–1 | —   | 1–3 | 4–1 | 4–1 | 1–4 | 4–0 | 2–0 |
| Bayer Leverkusen         | 5–1 | 2–1 | 2–2 | 3–0 | 1–0 | 3–4 | 2–0 | 2–1 | 7–1 | 2–2 | 0–1 | 0–1 | —   | 1–0 | 4–0 | 1–5 | 4–2 | 0–2 |
| Mainz 05                 | 4–1 | 4–0 | 1–2 | 4–0 | 1–0 | 0–1 | 2–2 | 0–0 | 3–0 | 2–0 | 1–1 | 1–0 | 3–2 | —   | 1–1 | 3–1 | 0–0 | 3–0 |
| Borussia Mönchengladbach | 3–2 | 2–0 | 1–2 | 3–1 | 2–1 | 1–0 | 2–3 | 0–6 | 4–0 | 5–1 | 1–3 | 3–1 | 1–2 | 1–1 | —   | 1–1 | 1–1 | 2–2 |
| Bayern de Múnic          | 1–0 | 5–0 | 4–0 | 1–0 | 7–0 | 3–1 | 1–2 | 2–1 | 4–1 | 4–0 | 3–2 | 3–2 | 1–1 | 2–1 | 1–2 | —   | 2–2 | 4–0 |
| VfB Stuttgart            | 3–2 | 2–2 | 1–1 | 0–1 | 1–1 | 0–2 | 2–3 | 2–3 | 5–1 | 3–1 | 2–1 | 0–2 | 1–3 | 2–1 | 3–2 | 0–5 | —   | 1–1 |
| VfL Wolfsburg            | 1–0 | 0–0 | 1–0 | 4–0 | 1–0 | 1–3 | 1–1 | 0–2 | 4–1 | 1–2 | 2–3 | 1–0 | 0–2 | 5–0 | 1–3 | 2–2 | 0–2 | —   |

## Play-off
| Equip de la 1.Bundesliga | Global | Equip de la 2.Bundesliga | Anada | Tornada |
| ------------------------ | ------ | ------------------------ | ----- | ------- |
| Hertha BSC               | 2–1    | Hamburger SV             | 0–1   | 2–0     |